# Gymnasium am Markt (Achim)

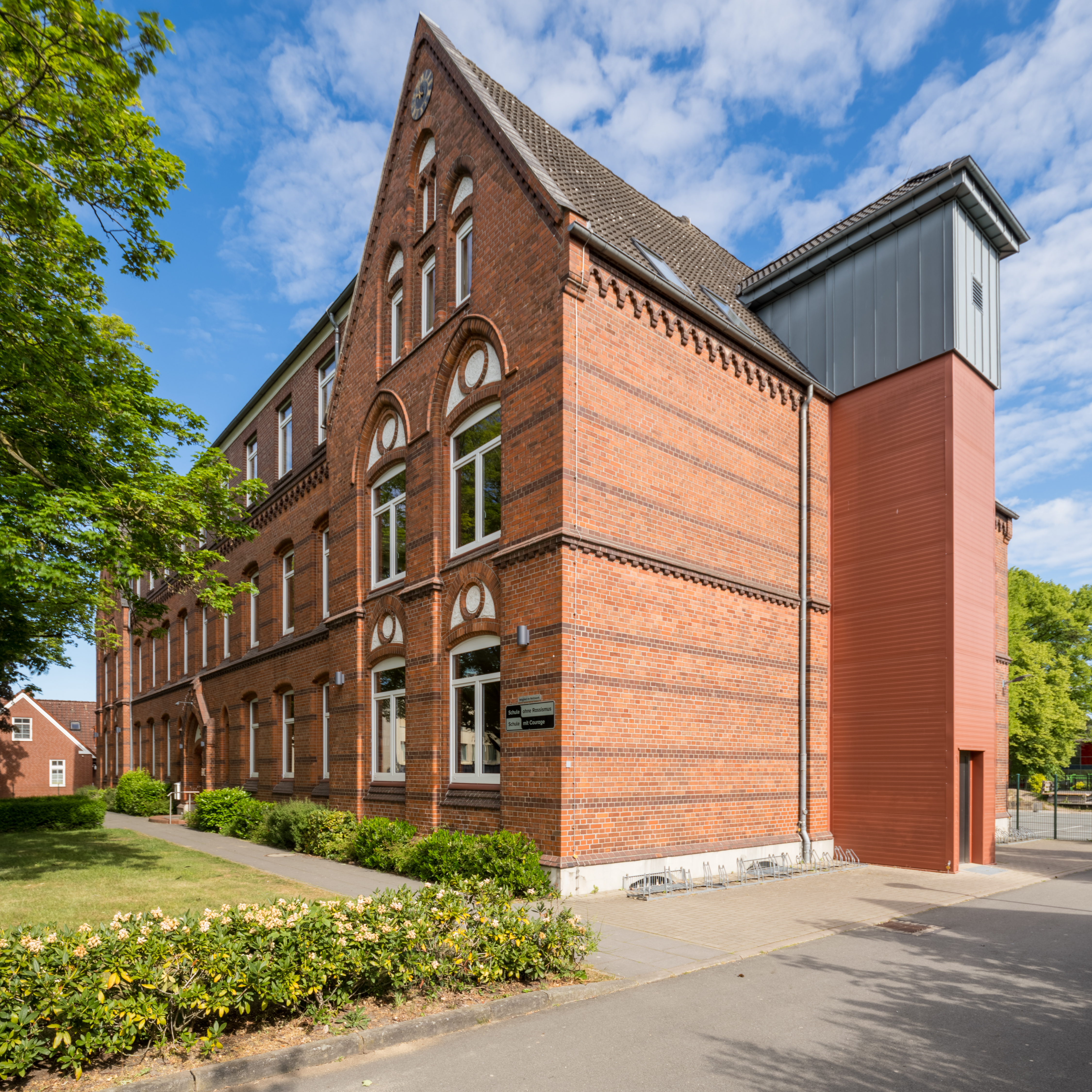
Gymnasium am Markt mit angebautem Liftturm.

Das Gymnasium am Markt (kurz GamMa) ist – neben dem Cato Bontjes van Beek-Gymnasium – eines von zwei Gymnasien in Achim im niedersächsischen Kreis Verden. Die Schule ist im denkmalgeschützten Gebäude der mittlerweile seit über 125 Jahren bestehenden Marktschule und dessen Anbauten untergebracht.

## Geschichte
Im 16. Jahrhundert ließ Lüder Clüver die erste historisch belegte Schule Achims neben der St.-Laurentius-Kirche errichten. Gegen Ende des 19. Jahrhunderts wurde dann aus Gründen des Platzmangels ein neuer Bau anvisiert. Die neue Schule entstand nach Plänen des Achimer Architekten Johann Meislahn als Backsteinbau im neugotischen Stil auf der zum Landratsamt gehörenden Pferdekoppel am Koppelweg. Das Gebäude wurde mit Bögen und Verzierungen an den Außenwänden dekoriert. Ursprünglich befand sich über dem Eingangsportal die Inschrift „1894 / Gott zur Ehr / Der Gemeinde zum Segen“, die mittlerweile, mit Ausnahme der Jahreszahl, in den Innenhof verlegt wurde.
Seit dem Bau beherbergte das Gebäude zunächst eine Volksschule, dann eine Mittelschule – für die von 1926 bis 1930 das Dachgeschoss ausgebaut wurde – und schließlich eine Orientierungsstufe. 2005 wurde dann entschieden, in der Marktschule das vierte Vollgymnasium des Landkreises unterzubringen, wozu diese für etwa 6,3 Millionen Euro umgebaut werden sollte, nachdem sie im Laufe ihrer Geschichte bereits Aufstockungen und Anbauten erhalten hatte.
Heute zählt „Achims älteste Bildungsstätte“ zu den regionalen Sehenswürdigkeiten und wurde in den Stadtrundgang aufgenommen.

## Gymnasium
Das Gymnasium am Markt besteht seit 2006 und ist seit 2014 eine zertifizierte Europaschule mit dem erklärten Ziel, die Wertschätzung der Idee des europäischen Projektes zu stärken. Außerdem wird hier ein deutlicher Fokus auf den mathematisch-naturwissenschaftliche Zweig gelegt, wodurch die Schule in das Netzwerk der MINT-EC-Schulen aufgenommen worden ist.
Außerhalb des Kernunterrichts werden zahlreiche Arbeitsgemeinschaften angeboten, unter anderem zu Imkerei, Theater, Gesang, Kunst, Robotik, sowie zum Rudern und zum Schulgarten. Seit Beginn des Schuljahres 2017/2018 gibt es außerdem eine Bläserklasse.